# Mönkebude

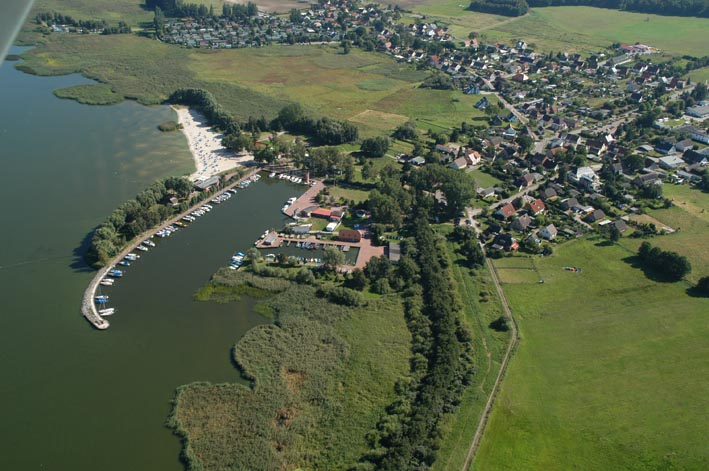
Luftbild (Blickrichtung Osten)

Mönkebude ist eine deutsche Gemeinde im Landkreis Vorpommern-Greifswald in Mecklenburg-Vorpommern. Sie wird vom Amt Am Stettiner Haff mit Sitz in Eggesin verwaltet und führt den Titel „Staatlich anerkannter Erholungsort“.

## Geografie
Mönkebude liegt am Südwestufer des Stettiner Haffs im Landschaftsschutzgebiet Haffküste, sechs Kilometer von Ueckermünde entfernt. Im Süden und Westen der Gemeinde beginnt das große Waldgebiet der Ueckermünder Heide. Der Ort ist hufeisenförmig zum Hafen hin angelegt. Mönkebude hat zwei Häfen, einen befestigten Hafen am Strand und einen weiter östlich gelegenen Hafen Richtung Grambin. Im Ort gibt es viele Fischerhäuser, aber auch recht prächtige Bauerngüter säumen die Straßen. Seit den 1990er Jahren ist die Einwohnerzahl des Ortes stetig gestiegen, mit einem Wachstum von fast 10 % seit 1990.
Die Nachbargemeinden sind Grambin, Leopoldshagen, Lübs und Ueckermünde.

## Geschichte
Mönkebude ist eine alte slawische Siedlung mit dem Namen „Doblowitz“ und wurde im Jahre 1244 erstmals als Mönkebude erwähnt. Der Name leitet sich vermutlich von den Mönchen (eigentlich Regularkanoniker) des Prämonstratenser-Klosters Grobe auf Usedom her, die dort seit dem 12. Jahrhundert ansässig waren. Die Mönche hatten 1243 von Barnim I. das Recht erhalten, im Haff und den umliegenden Wäldern Fischfang, Jagd und Holzabbau zu betreiben (Mönche-bude = Haus, Bude der Mönche).
Im Dreißigjährigen Krieg wurde der Ort schwer verwüstet und erst 1698 wieder neu besiedelt. 1777 entstand die Poststraße von Anklam über Mönkebude, Ueckermünde nach Stettin. Damit entwickelten sich in Mönkebude neben Landwirtschaft und Fischerei auch Handwerk und Handel. Später nahm die Kahnschifferei an Bedeutung zu. 1930 wurde der Hafen ausgebaggert und der Strand aufgespült. 1934 wurde in einem schlichten Zweckbau die Kirche mit Turm und Belvedere fertiggestellt. Die achteckige Turmhaube ist eine architektonische Besonderheit.
Am 1. Juli 1950 wurde die bis dahin eigenständige Gemeinde Grambin eingegliedert, die am 1. Januar 1957 wieder eigenständig wurde.

## Politik

### Gemeinderat
Der Gemeinderat besteht, zusammen mit dem Bürgermeister, aus neun Mitgliedern. Die Wahl zum Gemeinderat am 9. Juni 2024 hatte folgendes Ergebnis:
| Partei/Bewerber           | Prozent | Sitze |
| ------------------------- | ------- | ----- |
| CDU                       | 68,35   | 5     |
| Miteinander für Mönkebude | 31,65   | 3     |

### Bürgermeister
Bürgermeister der Gemeinde ist Andreas Schubert (CDU). Er wurde 2019 mit 83,08 % der Stimmen gewählt.

### Wappen
| Wappen von Mönkebude | Blasonierung: „Geteilt durch einen Wellenschnitt von Silber über Blau; oben auf der Teilung zwischen zwei grünen Kiefern, deren jeweils unterster, zum Haus weisender Ast gestümmelt ist, ein silbernes Haus mit fünf schwarzen Fenstern, einer schwarzen Türöffnung, schwarzem Fachwerk und schwarzem Reetdach; unten ein links gewendeter silberner Fisch.“ |
| Wappen von Mönkebude | Wappenbegründung: Wappen seit 1982, das die gleichen Symbole auswies, jedoch von der Gestaltung her nicht den Anforderungen entsprach. In dem Wappen soll das Haus, die Bude, als redendes Zeichen auf einen Teil des Ortsnamens anspielen. Die Kiefern stehen für den überwiegenden Baumbestand in der waldreichen Gegend, wobei die verstümmelten Äste auf die frühere Rodung verweisen sollen. Mit dem Wellenschnitt soll die Küstenlage der Gemeinde verdeutlicht werden, mit dem Fisch die Fischerei. Die Tingierung in Silber und Blau weist die Zugehörigkeit zum Landesteil Vorpommern aus. Wappen und Flagge wurde von dem Sagarder Gerhard Koggelmann gestaltet und 1999 durch das Ministerium des Innern genehmigt und in der Wappenrolle registriert. |

### Flagge
Die Flagge ist quer zur Längsachse des Flaggentuchs abwechselnd von Weiß, Blau, Weiß, Blau und Weiß gestreift. Die weißen Streifen am Liek und am fliegenden Ende nehmen jeweils ein Zwölftel, die blauen Streifen nehmen jeweils ein Sechstel und der weiße Mittelstreifen nimmt die Hälfte der Länge des Flaggentuchs ein. In der Mitte des Flaggentuchs liegt das Gemeindewappen, das zwei Drittel der Höhe des Flaggentuchs einnimmt. Die Länge des Flaggentuchs verhält sich zur Höhe wie 5:3.

### Dienstsiegel
Das Dienstsiegel zeigt das Gemeindewappen mit der Umschrift „GEMEINDE MÖNKEBUDE“.

## Wirtschaft und Infrastruktur

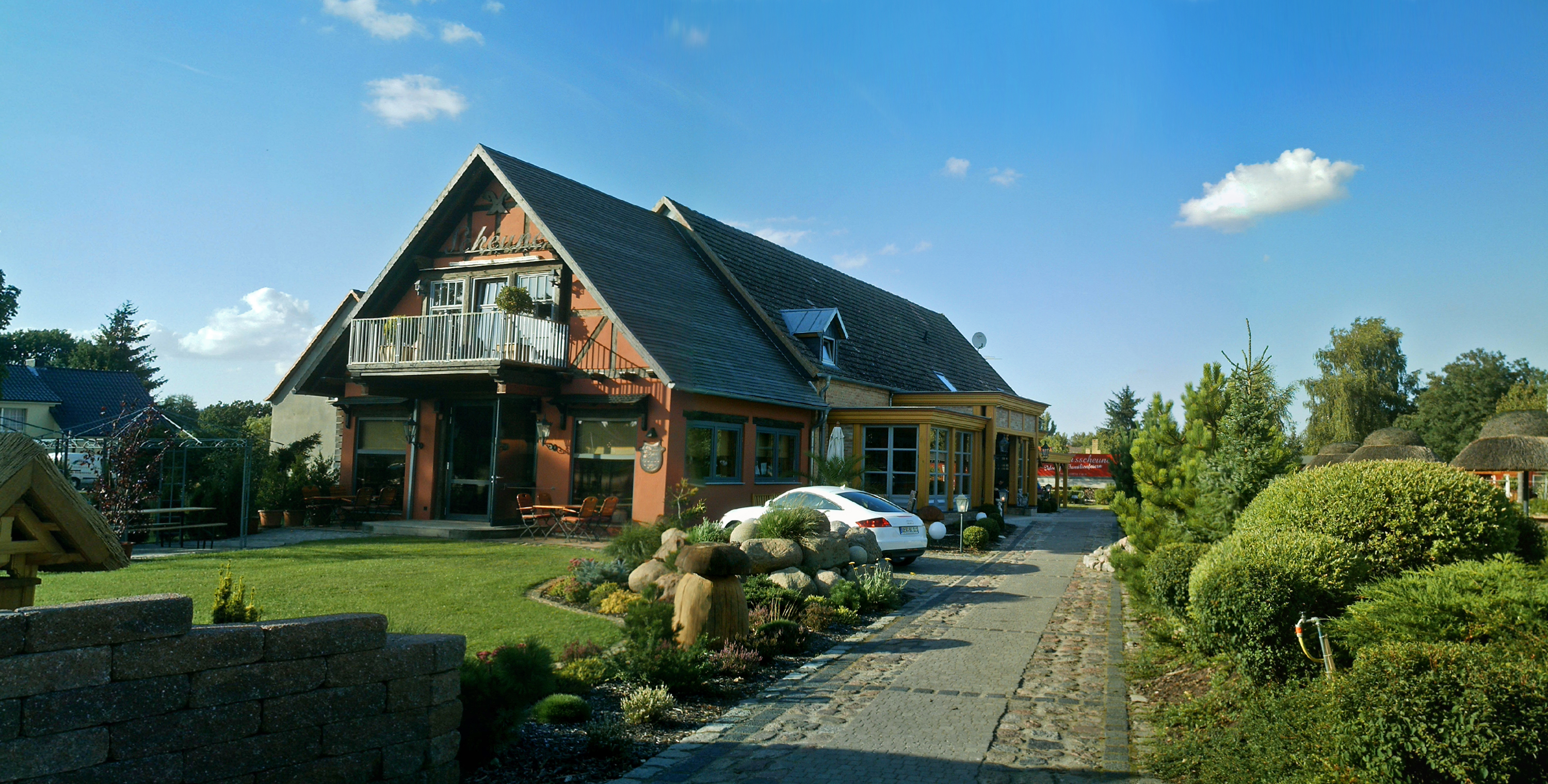
Ausgebaute Scheune

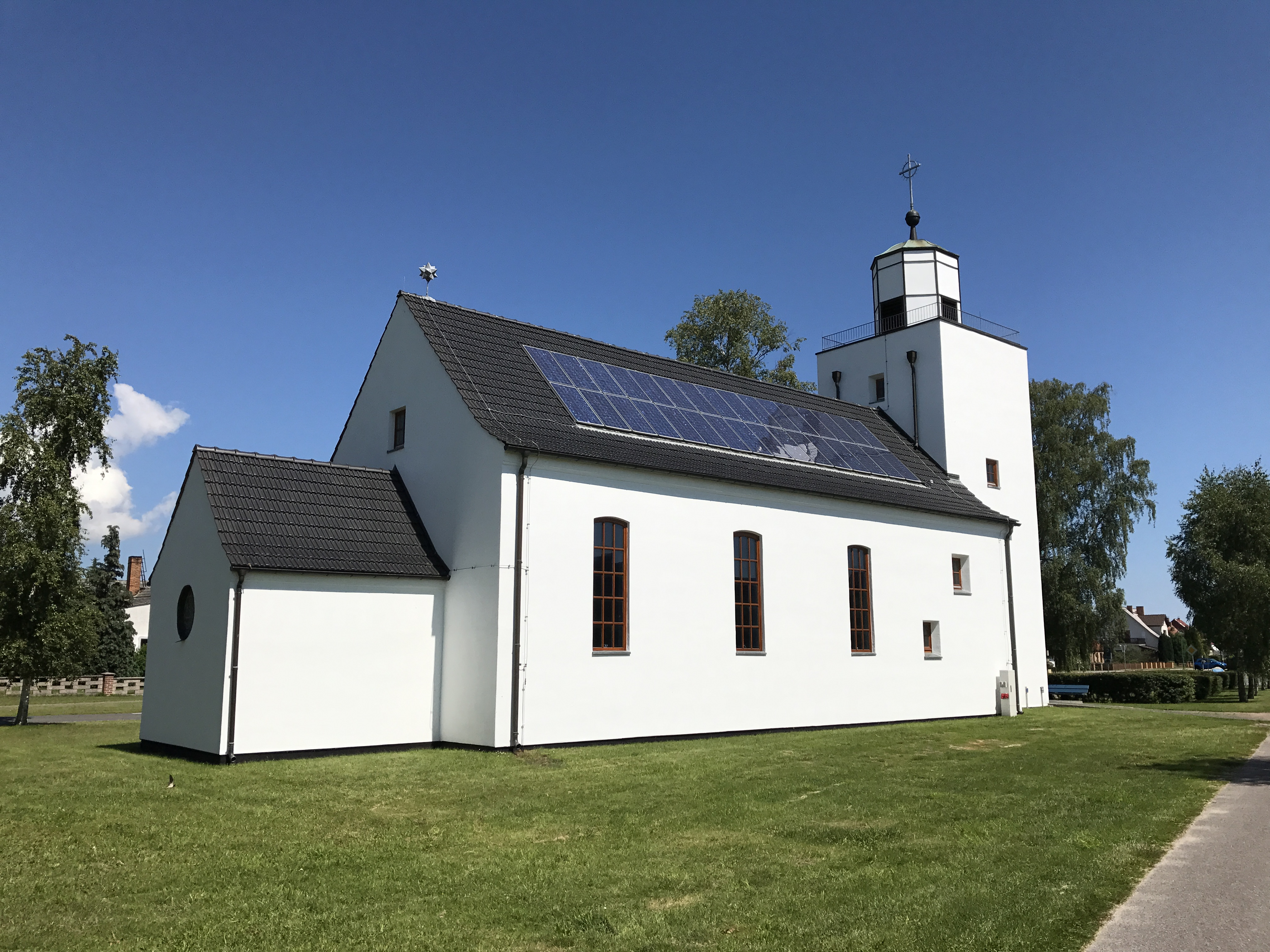
Kirche St. Petri

Die Bedeutung der Hauptwirtschaften Fischerei und Kahnschifferei nahm nach dem Zweiten Weltkrieg ab. Gleichzeitig wurde der Tourismus immer wichtiger. So entstand in den 1970er Jahren die Bungalowsiedlung Am Mühlenberg für die Volkseigenen Betriebe und die Bungalowsiedlung an der Lübser Landstraße. Strand und Hafen wurden mehrmals ausgebaut und erhielten in den 1990er-Jahren ihr heutiges Gesicht. Es gibt diverse Handwerksbetriebe wie u. a. Bootswerft, Baubetrieb, Baumarkt, Holzhandel, Elektrofirma, Bäckerei, Tischlerei 1994 gründete sich der Fremdenverkehrsverein Mönkebude am Stettiner Haff.
Mönkebude liegt an der Verbindungsstraße L31 von Ueckermünde nach Anklam. In Ducherow wird die Bundesstraße 109 (Berlin – Pasewalk – Anklam) erreicht. Der nächste Bahnhof befindet sich in Ueckermünde.

## Kultur und Sehenswürdigkeiten
- St. Petri-Kirche, eine Saalkirche von 1934; Innen mit einem kleinen Altarkreuz, das H. Griese um 1960 in Erfurt schuf.
- Wanderwegenetz und Schiffsverbindungen nach Usedom, Swinemünde und Stettin
- Fischerstube mit regelmäßigen Ausstellungen zu Geschichte und Gegenwart des Dorfes

## Persönlichkeiten mit Verbindung zu Mönkebude
- Kurt Schwarz (Fotograf) (* 1937), Fotograf, lebt seit 1988 im Ort